# Kenneth Huszagh
Kenneth Huszagh (Chicago, Estados Unidos, 3 de septiembre de 1891-11 de enero de 1950) fue un nadador estadounidense especializado en pruebas de estilo, donde consiguió ser subcampeón olímpico en 1912 en los 4x200 metros.

## Carrera deportiva
En los Juegos Olímpicos de Estocolmo 1912 ganó la medalla de plata en los relevos de 4x200 metros estilo libre, tras Australasia y por delante de Reino Unido; y también ganó la medalla de bronce en los 100 metros estilo libre, tras su compatriota Duke Kahanamoku  y Cecil Healy de Australasia.